# Sr Garrison
Sr Herbert Garrison es un Personaje ficticio y Antagonista ocasional de la Serie animada South Park, Creada por Trey Parker y Matt Stone, Trey Parker presta la voz del Sr Garrison en el Doblaje original. Garrison apareció por primera vez en el episodio Cartman Consigue una Sonda Anal, emitido el 13 de agosto de 1997.
Garrison trabaja principalmente como profesor en la escuela primaria de South Park, originalmente en la clase de tercer grado de los personajes principales,  y actualmente, en su clase de Cuarto grado. En las temporadas anteriores, el Señor Garrison usaba un títere de mano llamado el Señor Sombrero como recurso didáctico; el títere muestra ocasionalmente signos de sensibilidad y se ha sugerido que es una manifestación de los propios sentimientos Homosexuales latentes de Garrison. El señor sombrero se retiró en gran medida para la sexta temporada. Garrison se inspiró parcialmente en el profesor de Kindergarten de Parker, quien también usaba un títere llamado Mr Hat. Garrison se caracteriza por ser particularmente cínico, especialmente en comparación con los otros adultos de South Park, y es uno de lo pocos personajes que ha roto la Cuarta pared.
En el primer episodio de la novena temporada, "La nueva vagina del Señor Garrison", Garrison se declara Transgénero, se somete a una operación de cambio de sexo y cambia su nombre a Janet Garrison. En el episodio "¡Puaj, Un Pene!" , Garrison desilusionada se somete a otra operación de cambio de sexo para destransicionar. Durante la vigésima temporada, Garrison es elegido Presidente de los Estados Unidos y ocupa el cargo hasta la vigésimo cuarta temporada. Nunca se menciona su nombre durante ese período, y se le conoce exclusivamente como "El Presidente".